# Макарова Ганна Олександрівна
Ганна Олександрівна Макарова (до 2006 — Цокур; нар. 2 квітня 1984, Запоріжжя) — українська і російська волейболістка. Нападниця. Майстер спорту Росії.

## Життєпис

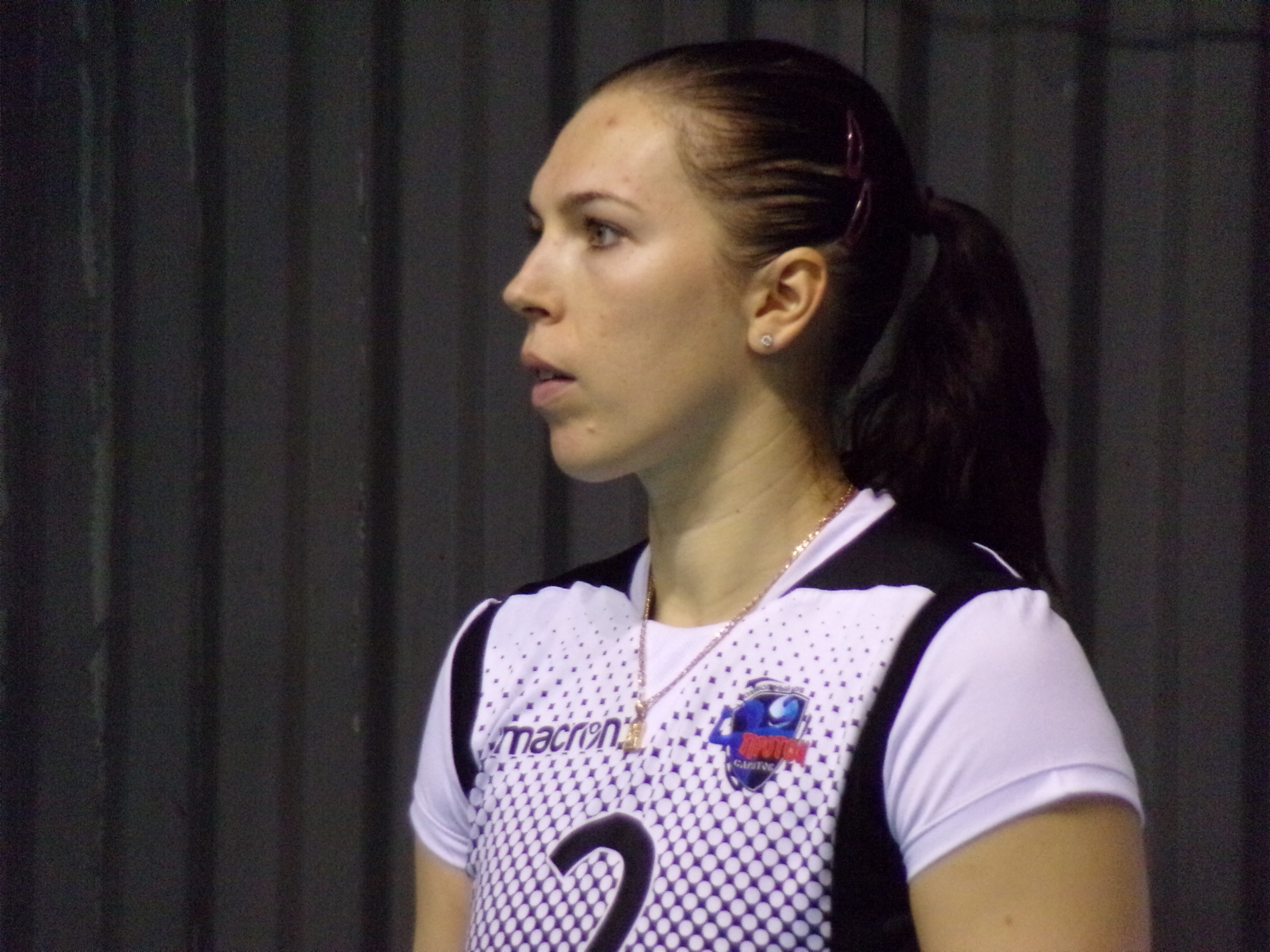
У складі «Протона», лютий 2018

Волейболом Ганна Цокур почала займатися в рідному Запоріжжі. Перша тренерка — Любов Миколаївна Перебийніс. У 15-річному віці Ганну прийняли до запорізької волейбольної команди ЗДІА, яка виступала в суперлізі чемпіонату України. У 2002—2005 роках грала за черкаський «Круг», у складі якого ставала чемпіонкою і володаркою Кубка України, а також двічі призеркою української національної першості. Також виступала за різні збірні України.
У 2002 році Ганна Цокур стала срібною призеркою молодіжного чемпіонату Європи, а в подальшому до 2005 року виступала вже за основну національну команду України.
У 2005 році Ганна Цокур переїхала до російського Хабаровська і стала волейболісткою місцевого «Самородка», а потім отримала російське громадянство. У 2006 році вийшла заміж за статистика збірної Росії Сергія Макарова і змінила прізвище. За «Самородок» Ганна виступала протягом чотирьох сезонів, після чого неодноразово змінювала клуби, встигнувши пограти за краснодарське і московське «Динамо», підмосковне «Заріччя-Одинцово» і омську «Омичку». Чотири рази волейболістка вигравала медалі чемпіонатів Росії, а в 2011 — Кубок країни. У 2015 році уклала контракт з клубом «Протон» (Саратовська область), а в 2017 році перейшла до московського «Динамо». У лютому 2018 році Макарова повернулася до «Протона».
За підсумками чемпіонату Росії 2008/2009 років Ганна Макарова стала найрезультативнішою волейболісткою, набравши 584 очки в 30 матчах.
У 2009 році після дворічної карантину відбулася зміна волейбольного громадянства у Ганни Макарової на російське
У 2009 році головний тренер збірної Росії Володимир Кузюткін заграв Ганну Макарову за російську національну команду. Того ж року в складі збірної вона виступила у двох турнірах — Гран-прі та чемпіонаті Європи, причому грала на позиції діагональної, так і догравальниці.
У травні наступного 2010 року розгорівся скандал з приводу відмови Макарової прибути в розташування збірної Росії, але внаслідок розбіжностей сторін (ВФВ та родини Макарових) в оцінці події санкцій стосновно спортсменки застосовано не було.

### Клубна кар'єра
- 1999—2002 —  ЗДІА (Запоріжжя);
- 2002—2005 —  «Круг» (Черкаси);
- 2005—2009 —  «Самородок» (Хабаровськ);
- 2009—2010 —  «Динамо» (Краснодар);
- 2010—2011 —  «Заріччя-Одинцово» (Московська область);
- 2011—2013 —  «Динамо» (Москва);
- 2014—2015 —  «Омичка» (Омськ);
- 2015—2017 —  «Протон» (Саратовська область);
- 2017—2018 —  «Динамо» (Москва);
- 2018—2018 —  «Протон» (Саратовська область);
- 2018—2019 —  «Динамо» (Москва).

## Досягнення

### Клубні
- чемпіонка Росії 2019;
  - дворазова срібна призерка чемпіонатів Росії — 2012, 2013;
  - дворазова бронзова призерка чемпіонатів Росії — 2007, 2010;
- дворазова переможниця розіграшів Кубка Росії — 2011, 2018;
  - триразова срібна призерка Кубка Росії — 2005, 2012, 2014;
  - дворазова бронзова призерка Кубка Росії — 2010, 2016;
- дворазова володарка Суперкубка Росії — 2017, 2018.
- Чемпіонка України 2005;
  - триразова бронзова призерка чемпіонатів України — 2002, 2003, 2004;
- переможниця розіграшу Кубка України2005;
  - бронзова призерка Кубка України 2002.

### У складі збірною Росії
- срібна призерка Гран-прі 2009;
- учасниця чемпіонату Європи 2009;